# Kenny Belaey
Kenny Belaey (Eeklo, 26 januari 1983), bijgenaamd “The Magician”, is een Belgisch trialbiker die in 2010 voor de negende maal wereldkampioen werd in zijn discipline. Ook vestigde hij een wereldrecord.

## Levensloop
Kenny Belaey begon met de trialbike op zijn negende. Vader Ronny, een oude bekende uit de motortrial, gaf de jonge Kenny een op maat gemaakte mountainbike om te oefenen. Kenny voerde zijn wedstrijden eerst op met 20″-banden, later schakelde hij over naar bikes met 26″-banden. Op vijftienjarige leeftijd haalde hij zijn eerste wereldtitel binnen bij de cadetten. Op de 26-duimtrialfiets werd hij ook Belgisch kampioen en tweede in de Europese kampioenschappen. In 2002 reed hij voor het eerst mee met de elite en werd hij meteen wereldkampioen. Dat jaar werd hij als eerste trialbiker ooit opgenomen in een team voor professionals, het toenmalige “Vlaanderen - t-interim - Eddy Merckx”, en tekende hij een contract met Red Bull. Hij trainde twee jaar lang samen met Paul Ponnet en traint gemiddeld vier uur per dag.
Hij slaagde er in 2003 en 2004 in om even regelmatig te presteren als het jaar voordien door telkens de eindoverwinning van de wereldbeker in de wacht te slepen, maar pas in 2005 haalde hij het onderste uit de kan. Belaey won alles wat er in zijn discipline te winnen viel in één seizoen. Belaey kreeg erkenning voor zijn prestaties met een plaats tussen onder meer Tom Boonen, Sven Nys en de 23 andere genomineerden van Sportman van het jaar in 2005 en 2006.

## Erelijst
- Cadet wereldkampioen: 1998, 1999
- Junior wereldkampioen: 2000 (20″ en 26″ op dezelfde dag), 2001
- Junior Europees kampioen: 2000
- Elite wereldkampioen: 2002, 2005, 2006, 2010
- Elite World Cup winnaar: 2000, 2003, 2004, 2005, 2007, 2009
- Elite Europees kampioen: 2005, 2006, 2011